# Cirratulus zebuensis
Cirratulus zebuensis är en ringmaskart som beskrevs av McIntosh 1885. Cirratulus zebuensis ingår i släktet Cirratulus och familjen Cirratulidae. Inga underarter finns listade i Catalogue of Life.